# Wallace Roney
Wallace Roney (født 25 maj 1960 Philadelphia, død 31. marts 2020) var en amerikansk trompetist.
Roney var nok mest kendt fra Tony Williams kvintet fra sidst i 1980´erne til begyndelsen af 1990´erne.
Han spillede også med i Art Blakeys Jazz Messengers. Han har ligeledes spillet med f.eks. Herbie Hancock, Elvin Jones, Philly Joe Jones, Ornette Coleman, Sonny Rollins, Curtis Fuller, Wayne Shorter, Miles Davis, Dizzy Gillespie, Joni Mitchell, McCoy Tyner, Carole King, Ron Carter m.m.
Roney der har lavet omkring otte plader i sit eget navn som leder, er inspireret af Miles Davis, som han også har studeret hos.